# Temporada 2012 del fútbol paraguayo
La Temporada 2012 del fútbol paraguayo abarcará todas las actividades relativas a campeonatos de fútbol profesional, nacionales e internacionales, disputados por clubes paraguayos, y por las selecciones nacionales de este país, en sus diversas categorías, durante el año 2012.

## Relevo anual de clubes

### Campeones por categoría
| Categoría              | Campeonato                     | Campeón                     |
| ---------------------- | ------------------------------ | --------------------------- |
| Primera División       | Apertura 2012                  | Cerro Porteño               |
| Primera División       | Clausura 2012                  | Libertad                    |
| Intermedia             | Intermedia 2012                | General Diaz                |
| Primera B (N)          | Primera B (N) 2012             | Liga Caacupeña de Deportes  |
| Primera B (M)          | Primera B (M) 2012             | 12 de Octubre Football Club |
| Primera C              | Primera C 2012                 | Atlántida Sport Club        |
| Nacional de Interligas | Nacional de Interligas 2012/13 |                             |

### Ascensos y descensos
| Categorías                                | Equipos descendidos                                                         | Equipos ascendidos                               |
| ----------------------------------------- | --------------------------------------------------------------------------- | ------------------------------------------------ |
| Primera División División Intermedia      | Tacuary Independiente (CG)                                                  | General Díaz Deportivo Capiatá                   |
| División Intermedia Campeonato Nacional B | Ninguno                                                                     | Liga Caacupeña                                   |
| División Intermedia Primera B (M)         | 29 de Septiembre (Luque) Atlético Colegiales (Lambaré) Sportivo Iteño (Itá) | 12 de Octubre (Itauguá) Martín Ledesma (Capiatá) |
| Campeonato Nacional B Liga de origen      | Ninguno                                                                     |                                                  |
| Primera B (M) Primera C                   | 1º de Marzo                                                                 | Atlántida Benjamín Aceval                        |

## Clubes en Copas internacionales

### Copa Libertadores 2012
Los representativos paraguayos son:
| Equipo   | Pt | PJ | PG | PE | PP | GF | GC | DG  | Eliminado en:    |
| -------- | -- | -- | -- | -- | -- | -- | -- | --- | ---------------- |
| Libertad | 19 | 10 | 5  | 4  | 1  | 16 | 10 | 6   | Cuartos de final |
| Olimpia  | 7  | 6  | 2  | 1  | 3  | 10 | 16 | -6  | Fase de grupos   |
| Nacional | 4  | 6  | 1  | 1  | 4  | 4  | 15 | -11 | Fase de grupos   |

### Copa Sudamericana 2012
Los representativos paraguayos son:
| Equipo        | Pt | PJ | PG | PE | PP | GF | GC | DG | Eliminado en:    |
| ------------- | -- | -- | -- | -- | -- | -- | -- | -- | ---------------- |
| Cerro Porteño | 17 | 8  | 5  | 2  | 1  | 20 | 11 | 9  | Cuartos de final |
| Olimpia       | 5  | 4  | 1  | 2  | 1  | 2  | 2  | 0  | Segunda ronda    |
| Guaraní       | 4  | 3  | 1  | 1  | 2  | 5  | 7  | -2 | Segunda ronda    |
| Tacuary       | 1  | 2  | 0  | 1  | 1  | 2  | 3  | -1 | Primera ronda    |

## Torneos locales

### Primera División
- Enero-julio: Torneo Apertura 2012. Campeón: Club Cerro Porteño.
- Julio-diciembre: Torneo Clausura 2012. Campeón: Club Libertad

### División Intermedia
Torneo: División Intermedia 2012
Campeón: General Diaz

### Primera División B Nacional
Torneo: Campeonato Nacional B 2012
Campeón: Liga Caacupeña de Deportes

### Primera División B Metropolitana
Torneo: Primera B Metropolitana 2012
Campeón: 12 de Octubre Football Club

## Selección nacional

### Partidos de la selección adulta
Esta tabla cubre los partidos clase A de la FIFA que la selección de fútbol de Paraguay disputó en todo el 2012.
| Fecha            | Lugar                                                    | Rival     | Marcador | Competencia              | Goles Anotados                               |
| ---------------- | -------------------------------------------------------- | --------- | -------- | ------------------------ | -------------------------------------------- |
| 15 de febrero    | Estadio Feliciano Cáceres (Luque, PY)                    | Chile     | 2 - 0    | Amistoso                 | E. Benítez (penal), J. Ortigoza              |
| 22 de febrero    | Estadio Feliciano Cáceres (Luque, PY)                    | Guatemala | 1 - 1    | Amistoso                 | E. Benítez , A. Bogado (penal)               |
| 29 de febrero    | Estadio General Pablo Rojas (Asunción, PY)               | Panamá    | 1 - 0    | Amistoso                 | J. Santana                                   |
| 25 de abril      | Estadio Mateo Flores (C. de Guatemala, GU)               | Guatemala | 1 - 0    | Amistoso                 | Mazacotte                                    |
| 10 de junio      | Estadio Hernando Siles (La Paz, BO)                      | Bolivia   | 1 - 3    | Clasif. para Brasil 2014 | Cristian Riveros                             |
| 15 de agosto     | RFK Stadium (Washington D. C., US)                       | Guatemala | 3 - 3    | Amistoso                 | Óscar Cardozo, Jonathan Fabbro, Hernán Pérez |
| 7 de septiembre  | Estadio Mario Alberto Kempes (Córdoba, AR)               | Argentina | 1 - 3    | Clasif. para Brasil 2014 | Jonathan Fabbro                              |
| 11 de septiembre | Estadio Defensores del Chaco (Asunción, PY)              | Venezuela | 0 - 2    | Clasif. para Brasil 2014 | (ninguno)                                    |
| 12 de octubre    | Estadio Metropolitano Roberto Meléndez(Barranquilla, CO) | Colombia  | 0 - 2    | Clasif. para Brasil 2014 | (ninguno)                                    |
| 16 de octubre    | Estadio Defensores del Chaco(Asunción, PY)               | Perú      | 1 - 0    | Clasif. para Brasil 2014 | Pablo Aguilar                                |
| 14 de noviembre  | Estadio Feliciano Cáceres(Luque, PY)                     | Guatemala | 3 - 1    | Amistoso                 | Luis Nery Caballero, Pablo Aguilar (2)       |

|  | Partido ganado   |
|  | Partido empatado |
|  | Partido perdido  |